# 长柄海南核果木
长柄海南核果木（学名：[Drypetes hainanensis var. longistipitata] 错误：{{Lang}}：文本有斜体标记（帮助））为大戟科核果木属下的一个变种。

## 扩展阅读
- 維基物種上的相關：长柄海南核果木